# Hofecker Imre
Szentimrényi Hofecker Imre (Buda, 1863 – Budapest, 1933. október 24.) fő- és székvárosi tanító, zenetudós.

## ÉLetútja
Szülei Hofecker Ferenc és Kolba Jozefin. Iskoláit szülővárosában és Esztergomban végezte. 1890-től fő- és székvárosi tanító volt.

## Művei
- A magyar zeneoktatás története. Budapest, 1885.
- A magyar zenebölcsészet története. Budapest, 1886.
- A neumák története és megfejtése. Budapest, 1886.
- Zeneköltészettan. Budapest, 1887.
- A zeneköltészet műformái. Budapest, 1887.
- Magyar gyakorlati zongoraiskola. Budapest, 1887.
- Az öszhangzat és zeneszerzés tanítás módszertana. Budapest, 1887.
- Általános zenetörténelem. Budapest, 1888.
- A magyar zene költészettana. Budapest, 1892.
- A magyar zene egyetemes története Budapest, 1893.
- A magyar zeneirodalom története. Budapest, 1895.